# 海老一染之助・染太郎
海老一 染之助・染太郎（えびいち そめのすけ・そめたろう）は、伝統演芸太神楽のコンビ。2人は実の兄弟で、父親は落語家の三遊亭圓駒。かつては落語協会に所属していた。
テレビには「お染ブラザーズ」の愛称で出演し、「おめでとうございま〜す」と言いながら和傘の上で毬を回す芸で有名であった。特に正月のテレビ番組には数多く出演した。
兄の染太郎は2002年に死去した。弟の染之助は兄の死後もピンで活動を続け、2017年12月6日に死去した。

## 海老一染之助
海老一 染之助（えびいち そめのすけ、1934年10月1日 - 2017年12月6日）。本名は村井 正親。
弟。東京都新宿区出身。メインの曲芸担当。
元テレビ東京ビジネスサービスの村井正信は三男。晩年は糖尿病を患い、それをテーマにしたコラムを書いていた。日本舞踊では花柳錦蔵を名乗る。
2017年12月6日午前11時31分、肺炎のため東京都内の病院で死去。83歳没。

## 海老一染太郎
海老一 染太郎（えびいち そめたろう、1932年2月1日 - 2002年2月2日）本名は村井 正秀。
兄。東京都新宿区出身。盛り立て役。2002年2月2日、胃がんのため死去。70歳没。誕生日を迎えた翌日のことであった。
ナンシー関によると、マネージメントは染太郎が担当していたという。また、英語も達者であったとのことである。

## 略歴
- 1945年9月
  - 二代目海老一海老蔵（9代目桂文楽の妻の父親）に入門。
- 1946年12月
  - 新宿末広亭で「海老一勝太郎・小福」の名で初舞台を踏む。
- 1949年
  - 「海老一染之助・染太郎」に改名。
- 1960年5月
  - ソ連文化省より招聘を受けソビエト連邦にて公演。初の海外公演。
- 1965年2月
  - 米国ABCテレビ出演。
- 1982年10月
  - フジテレビ「笑っていいとも!」にレギュラー出演（ - 1989年3月）。
- 1989年3月
  - CDシングル「おめでとうございます!!」をリリース。
- 2002年2月
  - 染太郎、死去。以後、染之助がピンで活動。
- 2003年1月
  - 落語家の林家木久蔵と共に「海老一染之助・木久太郎」を正月限定で結成。
- 2004年1月
  - 落語家でタレントの桂米助と共に「お染ブラザーズ2004」を正月限定で結成。
  - 「おめでとうございま〜す」の着ボイスが、「いろメロミックス」内「着と〜く」にて配信開始。
- 2017年12月
  - 染之助、死去。

## エピソード
- 染之助が芸を見せ、染太郎が話術で楽しませるというスタイルが定着していたが、染太郎が芸を見せることも稀にあった。
- 芸風が芸風であったために、通夜・葬儀に来てほしくないタレントNo.1に選ばれたことがある。しかし、2人の恩人にあたる人物が死去した時には、故人の妻の頼みもあり芸を披露した。
- 海原千里・万里（千里が妹、万里が姉）、海原やすよ・ともこ（やすよが妹、ともこが姉）らと同じように、弟である染之助の名前が先に来ている。やすよ・ともこは妹の方が先に弟子入りしたためであるが、村井兄弟については情報がないため不明。
- 春風亭小朝に一時期芸を教えていたことがあり、「あいつが出てくるだけでお正月と思える、明るいオーラがある」などと称えていた。
- 「ミスターお正月 お正月と言ったら誰？」というアンケートで、1位をとったことがある。
- 「スターどっきり（秘）報告」(1988年5月6日放送分)でやくざの宴会に呼ばれて芸をし、やくざが絡んで怖がらせたところでドッキリというシナリオだったが、染之助が絡まれて染太郎が突如激怒し、やくざ役を怒鳴りつけた。予想外の展開に、ネタばらし役の芸人も怯えながら登場する羽目となった。
- 舞台での兄弟の掛け合いは見事なものだったが、実生活では兄弟仲が悪く、楽屋で喧嘩になることもあったという。ひとつには2人の芸の役割による確執もあるとされている。しかし、以下のようなエピソードもあることから、互いに兄弟として大事に思い合っていた部分はあるといえる。
  - 染之助は滅多に怒らない人物で「ヨイショの染さん」と呼ばれていたが、後輩芸人が染太郎に対し無礼な態度をとったときは、本気で激怒した。しかし、言った本人は冗談のつもりであったため、怒られた時はおろおろしていた。
  - 染太郎死去の際、染之助は葬儀会場に居並ぶ報道陣の前で号泣しながら「日本国中、世界の皆さまのお幸せを心から祈念して、まいります。『おめでとうございまーす！』」と絶叫した。
- 染太郎死去直後、染之助は笑点の番組上で林家木久蔵（現在の木久扇）とのコンビで掛け合いを見せた。

## 主な台詞
- 「おめでとうございまーす!!」
- 「ありがとうございまーす!!」
- 「いつもより余計に（または、多く）回しております!!」
- 「喜んでやっております」
- 「弟は肉体労働、兄は頭脳労働、これでギャラは同じなの」（言い回しのバージョン違いもある）
- 「オープン・ザ・傘」
- 傘で枡を回して「これを見た人、今後ますますご発展」
- 「土瓶を回して落とすと損をします、これがほんとの土瓶損クルーソー」
- 「土瓶の蓋を取るとき、身が落ちることもあります、身も蓋もない」
- 「胸がドビンドビン」

## 出演

### テレビ番組
- ボキャブラ天国（キャッチフレーズは「ミスター正月」、お染ブラザーズ名義）
- 初詣!爆笑ヒットパレード[7]
- 笑っていいとも!（1982年10月 - 2014年3月※木曜日担当）
- 女橋（染之助のみ）
- 元祖どっきりカメラ
- 笑点

### ラジオ番組
- 染之助・染太郎のビバ!シルバー（文化放送）

### パチンコ
- 「CRおめでとうございまーす」（2004年1月、ニューギン）

### 映画
- Jリーグを100倍楽しく見る方法!!

### ゲーム
- 半熟英雄対3D

### CM
- 永谷園 - 即席みそ汁 柳家小さんと共演、1980年
- ロッテ - クランキーチョコレート 1986年
- サンヨー食品 - サッポロ一番 東京やきそば・これだね 1989年
- ワットマン - 1990年
- アサヒドーカメラ - 1990年
- カネボウ ファッションカラー - 1995年
- ファミリーマート - 1996年12月ごろ
- トーヨー衛材（現在のリブドゥコーポレーション） - はくパンツ　1998年
- サトウ食品 - お染ブラザーズ2004として
- 健康サプリ鮫珠（染之助のみ）